# Сёдло
Сёдло (пол. Siodło) — деревня в Польше, расположенная в Мазовецком воеводстве, в Минском повете, в гмине Сенница.
Расположена примерно в 6 км к востоку от волости Сенница, в 15 км к юго-востоку от Минска Мазовецкого и в 51 км к востоку от Варшавы.
В 1975—1998 гг. административно принадлежала к Седлецкому воеводству.
Деревня шляхты упоминается во второй половине XVI века в Гарволинском повете Черской земли Мазовецкого воеводства.

## Население
По данным переписи населения и жилищного фонда 2011 года, население деревни Сёдло составляет 187 человек.

## Галерея

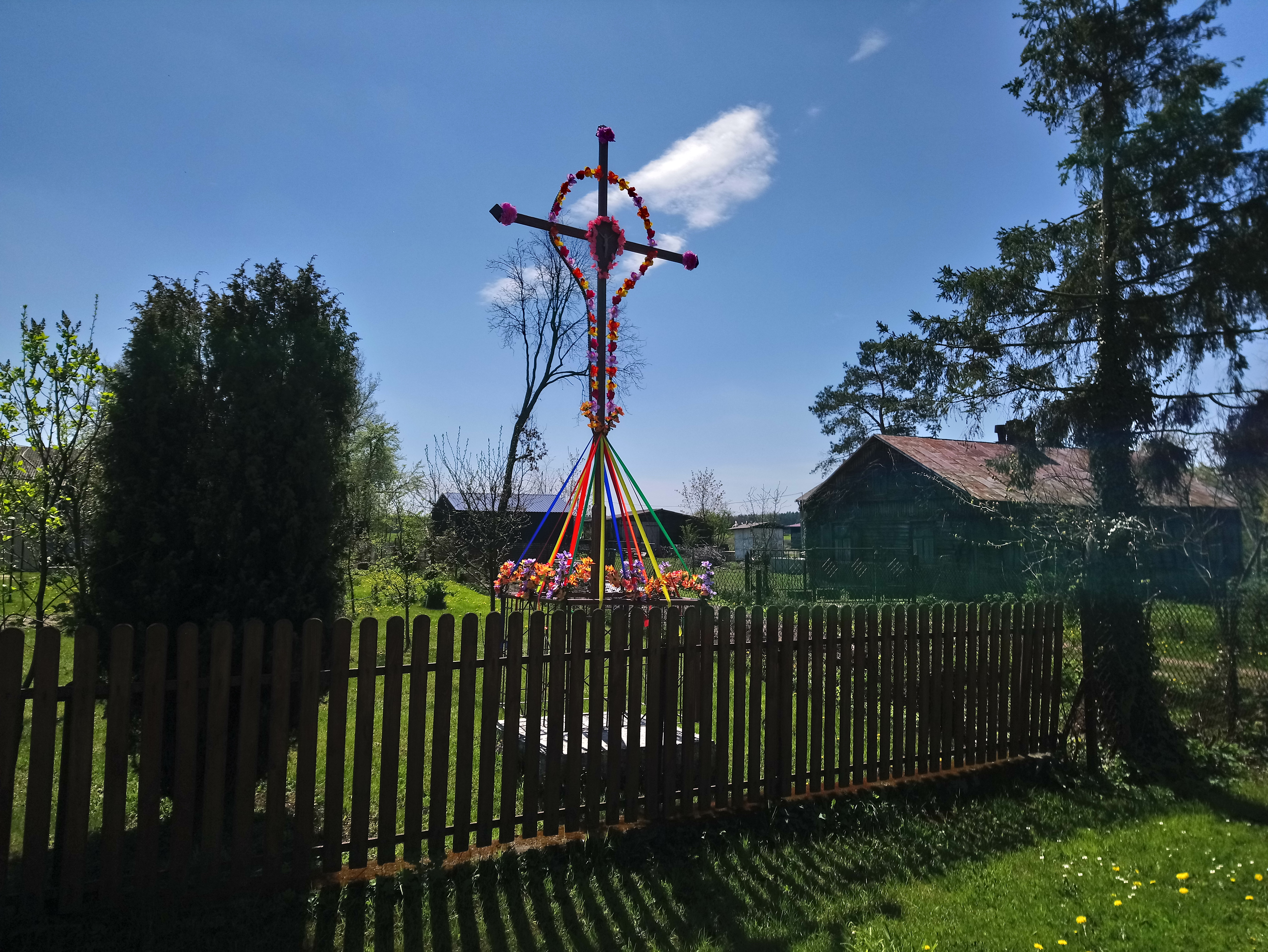
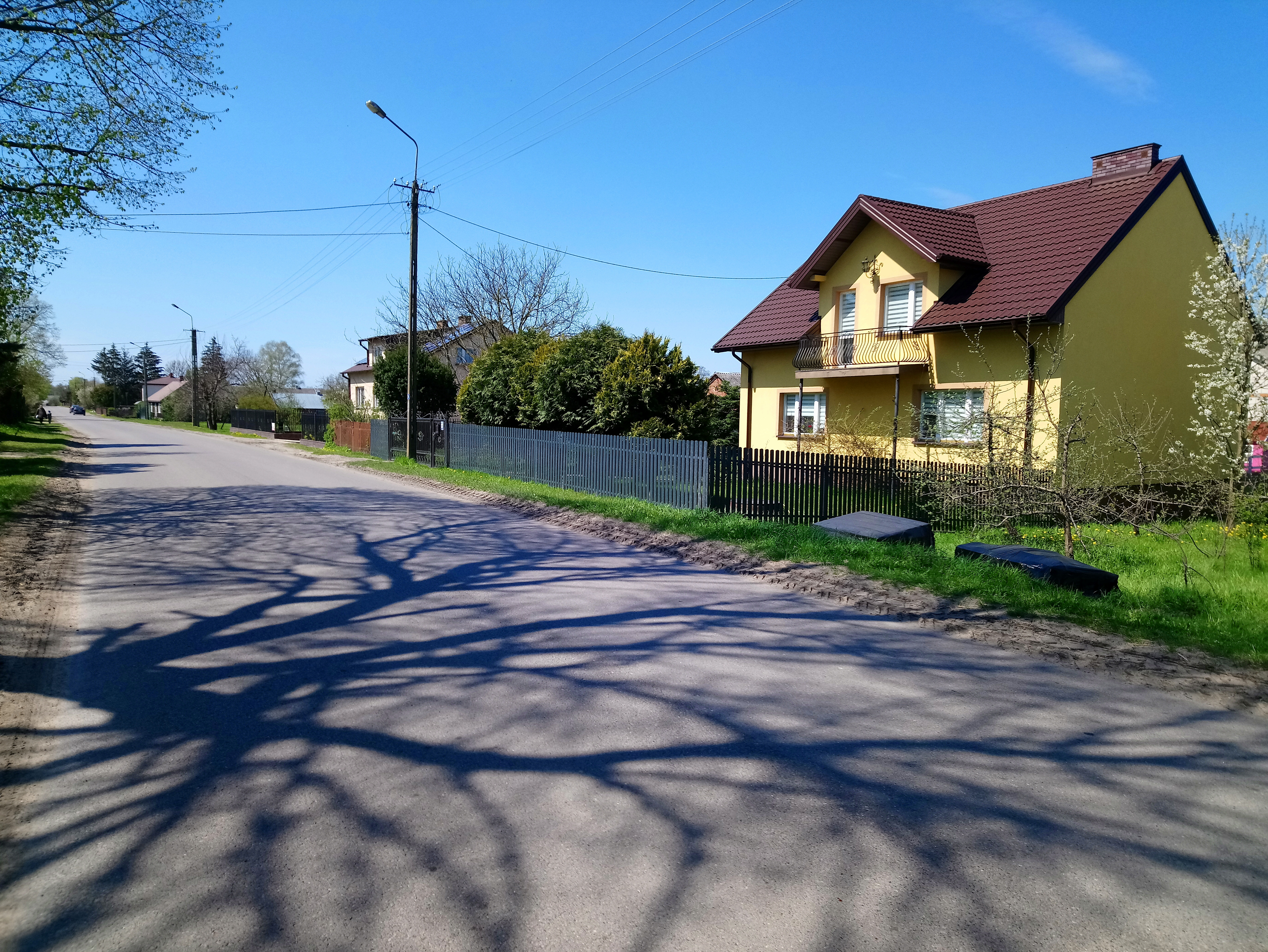
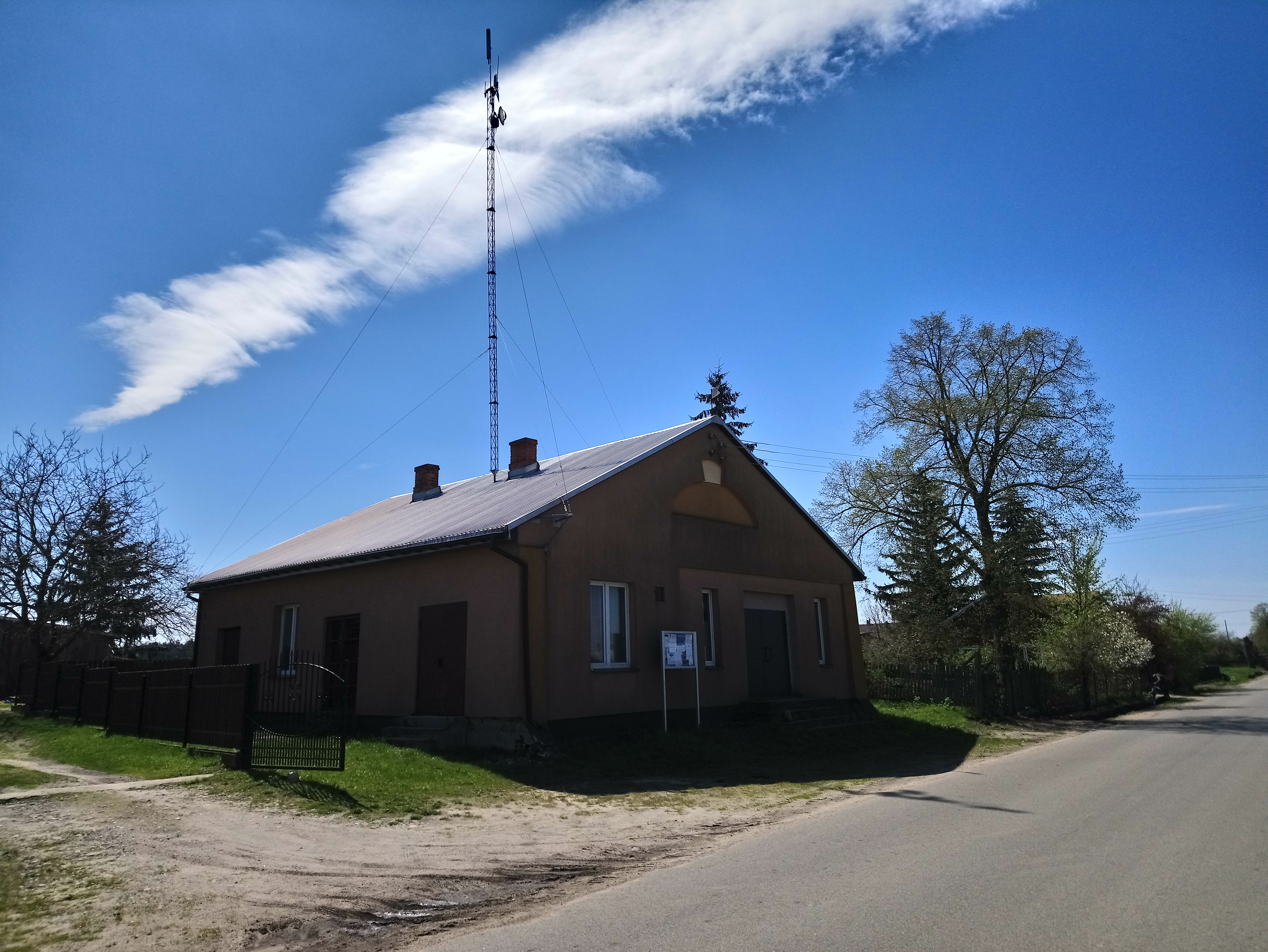
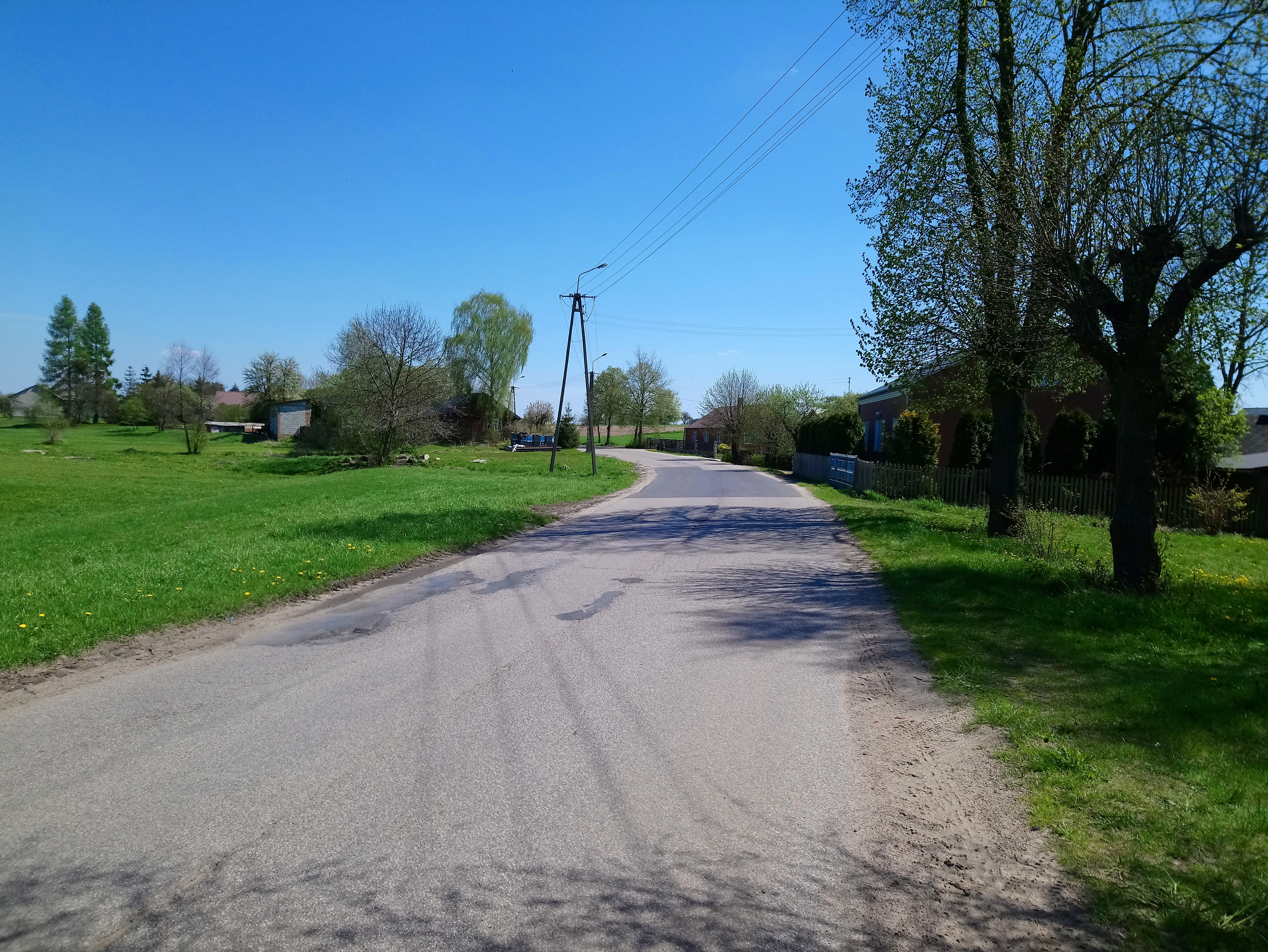
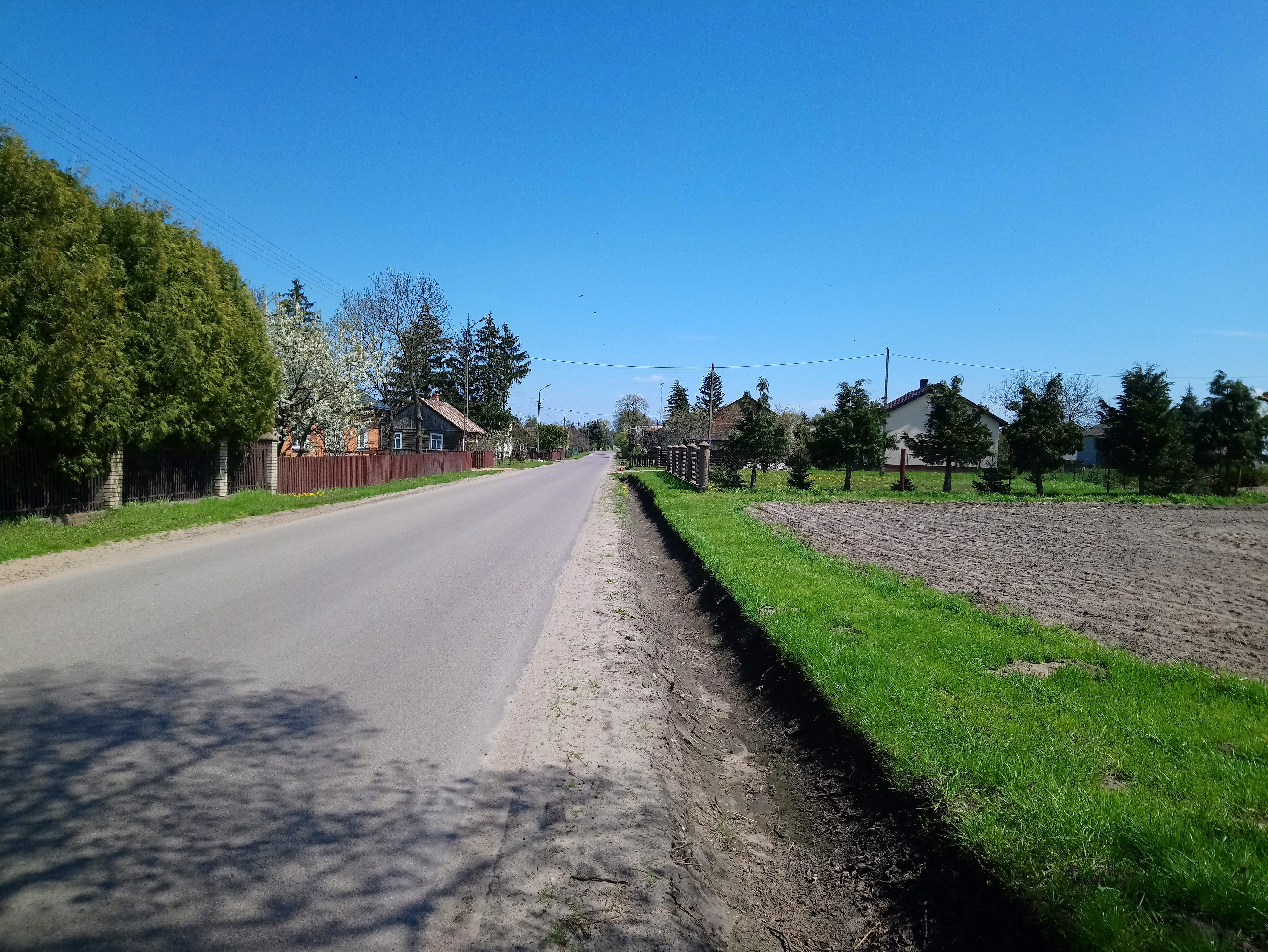